# Белсхилл
Белсхи́лл (англ. Bellshill, гэльск. Cnoc a' Chluig, скотс Bellshull) — город в округе Норт-Ланаркшир, в центральной части Шотландии. Расположен в 14,5 км к юго-востоку от Глазго и в 3,5 км к северу от Мотеруэлла, столицы области.

## История
Деревня Белмил, из которой вырос современный город, впервые упоминается в 1654 году — когда поселение было нанесено на карты местности. В те времена деревня представляла собой улицу из нескольких домов, в которых жили рабочие каменоломен Белла, владельца расположенного к югу от Белмила карьера по добыче камня. Когда каменоломни закрылись, деревня опустела.
В 1810 году на месте Белмила было основано новое поселение — Белсхилл, — которое по мере развития поглотило близлежащие поселки Блэк-Мосс и Сайкхед.
В середине XIX века неподалёку от Белмила были обнаружены богатые залежи каменного угля и железной руды. На месте этих залежей были заложены шахты, что послужило толчком к стремительному развитию города и резкому приросту населения, частично за счет эмигрантов.
В 1870-х годах в Белсхилле был основан госпиталь. Во время Первой мировой войны он специализировался на инфекционных заболеваниях, а в 1917 году сменил профиль и превратился в первый в Ланаркшире родильный дом.

## Известные уроженцы
- Марк Макгиверн (фр. Mark McGivern) (1983) — шотландский волейболист, игрок национальной сборной Великобритании.
- Шарлин Спитери (1967) — шотландская певица